# John Kennedy (industriel)
Pour les articles homonymes, voir John Kennedy (homonymie) et Kennedy.
John Kennedy (1769-1855) était un industriel anglais du coton au XVIIIe siècle.

## Biographie
Né en Écosse dans une famille d’agriculteurs modestes de sept enfants, dont le père est mort jeune et sans fortune, John Kennedy a fondé son entreprise de coton en 1795 à Manchester avec son associé Mac Connel, avec qui il était déjà en affaires depuis quatre ans et qui a commencé comme lui comme apprenti à 14 ans, avant de bricoler ses premières machines. L’entreprise, fondée avec seulement 1.770 livres sterling économisées par les deux hommes, devient la première filature du Royaume-Uni.
Après un premier livre consacré à l’inventeur, Samuel Crompton, il a expliqué dans un second ouvrage comment il s'est inspiré du philosophe et économiste Adam Smith.